# Меттенхайм (Рейнхессен)
Меттенхайм (нем. Mettenheim) — община в Германии, в земле Рейнланд-Пфальц.
Входит в состав района Альцай-Вормс. Подчиняется управлению Айх. Население составляет 1512 человек (на 31 декабря 2010 года). Занимает площадь 6,41 км².